# Puchar Polski w piłce siatkowej mężczyzn (2015/2016)
Puchar Polski w piłce siatkowej mężczyzn 2015/2016 – 59. sezon rozgrywek o siatkarski Puchar Polski odbywający się od 1932 roku.

## System rozgrywek
W pierwszych trzech rundach zespoły z II ligi rywalizują ze sobą, po czym dwa zwycięskie zespoły dołączają do zespołów z I ligi. Po kolejnych trzech rundach i wyłonieniu dwóch drużyn do gry przystępują drużyny z Plusligi. Gospodarzem w kolejnej rundzie jest zespół, który w poprzednim sezonie zajmował niższą pozycję w lidze.

## Drużyny uczestniczące
| PlusLiga 6 drużyn      | PlusLiga 6 drużyn | PlusLiga 6 drużyn |
| ---------------------- | ----------------- | ----------------- |
| Asseco Resovia Rzeszów | Półfinał          |                   |
| PGE Skra Bełchatów     | Zwycięzca         |                   |
| ZAKSA Kędzierzyn-Koźle | Finalista         |                   |
| Jastrzębski Węgiel     | Ćwierćfinał       |                   |
| Czarni Radom           | Ćwierćfinał       |                   |
| Lotos Trefl Gdańsk     | Półfinał          |                   |

| I liga 14 drużyn             | I liga 14 drużyn | I liga 14 drużyn |
| ---------------------------- | ---------------- | ---------------- |
| Energa Omis Ostrołęka        | 5. runda         |                  |
| KS Camper Wyszków            | 4. runda         |                  |
| Ślepsk Suwałki               | 6. runda         |                  |
| KPS Kęty                     | 5. runda         |                  |
| Stal AZS PWSZ Nysa           | 4. runda         |                  |
| KPS Siedlce                  | 4. runda         |                  |
| GKS Katowice                 | Ćwierćfinał      |                  |
| AZS AGH Kraków               | 4. runda         |                  |
| Krispol Września             | 5. runda         |                  |
| Victoria Wałbrzych           | 5. runda         |                  |
| Aluron Virtu Warta Zawiercie | 6. runda         |                  |
| SMS PZPS I Spała             | 4. runda         |                  |
| Hutnik Dobry Wynik Kraków    | 4. runda         |                  |
| Espadon Szczecin             | 4. runda         |                  |

| II liga 10 drużyn          | II liga 10 drużyn |
| -------------------------- | ----------------- |
| Stal Grudziądz             | 3. runda          |
| SMS PZPS II Spała          | Ćwierćfinał       |
| SMS PZPS III Spała         | 4. runda          |
| MKS Andrychów              | 2. runda          |
| Gwardia Wrocław            | 2. runda          |
| Lechia Tomaszów Mazowiecki | 2. runda          |
| Czarni Rząśnia             | 1. runda          |
| TKS Tychy                  | 1. runda          |
| TSV Cell Fast Sanok        | 3. runda          |
| GKS Stoczniowiec Gdańsk    | 2. runda          |
| KS Chełmża                 | 1. runda          |

## Rozgrywki

### 1. runda
Stoczniowiec Gdańsk, MKS Andrychów, Lechia Tomaszów Mazowiecki oraz Gwardia Wrocław mają wolny los
| Data       | Drużyna 1          | Wynik | Drużyna 2            | Sety                       |
| ---------- | ------------------ | ----- | -------------------- | -------------------------- |
| 22.09.2015 | KS Chełmża         | 0:3   | Stal Grudziądz       | 25:22, 25:23, 24:26, 27:25 |
| 22.09.2015 | SMS PZPS II Spała  | 3:0   | TKS Tychy            | walkower                   |
| 22.09.2015 | SMS PZPS III Spała | 3:1   | Czarni Wirex Rząśnia | 24:26, 25:21, 25:17, 25:20 |

### 2. runda
| Data       | Drużyna 1                  | Wynik | Drużyna 2           | Sety                              |
| ---------- | -------------------------- | ----- | ------------------- | --------------------------------- |
| 07.10.2015 | Stal Grudziądz             | 3:2   | Stoczniowiec Gdańsk | 25:23, 25:16, 17:25, 26:28, 15:10 |
| 07.10.2015 | SMS PZPS II Spała          | 3:0   | MKS Andrychów       | 25:14, 25:18, 25:23               |
| 07.10.2015 | Lechia Tomaszów Mazowiecki | 0:3   | TSV Sanok           | 20:25, 21:25, 20:25               |
| 07.10.2015 | SMS PZPS III Spała         | 3:0   | Gwardia Wrocław     | 25:18, 25:22, 25:23               |

### 3. runda
| Data       | Drużyna 1          | Wynik | Drużyna 2         | Sety                              |
| ---------- | ------------------ | ----- | ----------------- | --------------------------------- |
| 14.10.2015 | Stal Grudziądz     | 2:3   | SMS PZPS II Spała | 25:21, 15:25, 25:21, 25:27, 12:15 |
| 14.10.2015 | SMS PZPS III Spała | 3:1   | TSV Sanok         | 23:25, 25:22, 25:19, 25:21        |

### 4. runda
Do gry włączają się zespoły z I ligi.
| Data       | Drużyna 1             | Wynik | Drużyna 2                    | Sety                              |
| ---------- | --------------------- | ----- | ---------------------------- | --------------------------------- |
| 21.10.2015 | Espadon Szczecin      | 2:3   | Krispol Września             | 25:21, 17:25, 21:25, 28:26, 9:15  |
| 21.10.2015 | Camper Wyszków        | 2:3   | Ślepsk Suwałki               | 25:22, 25:22, 17:25, 16:25, 5:15  |
| 21.10.2015 | SMS PZPS II Spała     | 3:1   | KPS Siedlce                  | 21:25, 25:13, 25:20, 25:20        |
| 21.10.2015 | Energa Omis Ostrołęka | 3:0   | SMS PZPS I Spała             | 25:12, 25:14, 25:19               |
| 21.10.2015 | SMS PZPS III Spała    | 2:3   | Aluron Virtu Warta Zawiercie | 25:22, 18:25, 21:25, 26:24, 12:15 |
| 21.10.2015 | Stal Nysa             | 2:3   | Victoria Wałbrzych           | 21:25, 27:25, 25:27, 25:17, 12:15 |
| 21.10.2015 | Hutnik Kraków         | 0:3   | KPS Kęty                     | 23:25, 19:25, 16:25               |
| 21.10.2015 | GKS Katowice          | 3:1   | AZS AGH Kraków               | 22:25, 27:25, 25:15, 25:20        |

### 5. runda
| Data       | Drużyna 1                    | Wynik | Drużyna 2             | Sety                              |
| ---------- | ---------------------------- | ----- | --------------------- | --------------------------------- |
| 15.11.2015 | Krispol Września             | 3:2   | Ślepsk Suwałki        | 18:25, 17:25, 28:26, 27:25, 12:15 |
| 25.11.2015 | SMS PZPS II Spała            | 3:0   | Energa Omis Ostrołęka | 25:18, 25:19, 25:19               |
| 25.11.2015 | Aluron Virtu Warta Zawiercie | 3:0   | Victoria Wałbrzych    | 25:23, 25:21, 25:20               |
| 25.11.2015 | GKS Katowice                 | 3:0   | KPS Kęty              | 25:19, 25:17, 25:18               |

### 6. runda
| Data       | Drużyna 1         | Wynik | Drużyna 2                    | Sety                |
| ---------- | ----------------- | ----- | ---------------------------- | ------------------- |
| 07.12.2015 | SMS PZPS II Spała | 3:0   | Ślepsk Suwałki               | 25:22, 25:14, 25:16 |
| 09.12.2015 | GKS Katowice      | 3:0   | Aluron Virtu Warta Zawiercie | 25:17, 25:17, 25:19 |

### Ćwierćfinały
Do gry włączyły się zespoły z Plusligi, które zajęły miejsca 1-6. po pierwszej rundzie fazy zasadniczej.
| Data       | Drużyna 1              | Wynik | Drużyna 2          | Sety                              |
| ---------- | ---------------------- | ----- | ------------------ | --------------------------------- |
| 05.02.2016 | ZAKSA Kędzierzyn-Koźle | 3:0   | Jastrzębski Węgiel | 25:12, 25:17, 25:15               |
| 05.02.2016 | Cerrad Czarni Radom    | 2:3   | LOTOS Trefl Gdańsk | 18:25, 21:25, 25:22, 25:22, 13:15 |
| 05.02.2016 | GKS Katowice           | 0:3   | Asseco Resovia     | 14:25, 19:25, 20:25               |
| 05.02.2016 | SMS PZPS II Spała      | 0:3   | PGE Skra Bełchatów | 20:25, 22:25, 16:25               |

### Półfinał
| Data       | Drużyna 1              | Wynik | Drużyna 2          | Sety                       |
| ---------- | ---------------------- | ----- | ------------------ | -------------------------- |
| 06.02.2016 | ZAKSA Kędzierzyn-Koźle | 3:0   | LOTOS Trefl Gdańsk | 25:23, 25:21, 25:17        |
| 06.02.2016 | Asseco Resovia         | 1:3   | PGE Skra Bełchatów | 25:18, 20:25, 18:25, 24:26 |

### Finał
| Data       | Drużyna 1              | Wynik | Drużyna 2          | Sety                              |
| ---------- | ---------------------- | ----- | ------------------ | --------------------------------- |
| 07.02.2016 | ZAKSA Kędzierzyn-Koźle | 2:3   | PGE Skra Bełchatów | 25:12, 23:25, 25:22, 26:28, 17:19 |